# GBU-15

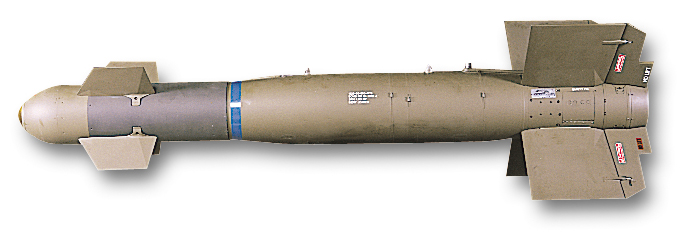

GBU-15 (Guided Bomb Unit 15) é uma bomba planadora guiada sem autopropulsão usada para destruir alvos de alto valor do inimigo. Ela foi projetada para uso pelas aeronaves F-15E Strike Eagle, F-111 'Aardvark' e F-4 Phantom II. A GBU-15 tem capacidade antinavio marítima de longo alcance com o B-52 Stratofortress. Rockwell International é a principal contratante desse sistema de arma.
A bomba consiste em componentes modulares que são aderidos a uma bomba de propósito geral, uma bomba Mark 84 ou BLU-109, co ogiva de 910 kg. Seu alcance operacional varia de 9,3 a 27,8 km. Possui comprimento de 3,9 metros, diâmetro de 47,5 cm e 1,5 m de envergadura. É guiada por várias formas como por infravermelho e guiamento por TV.

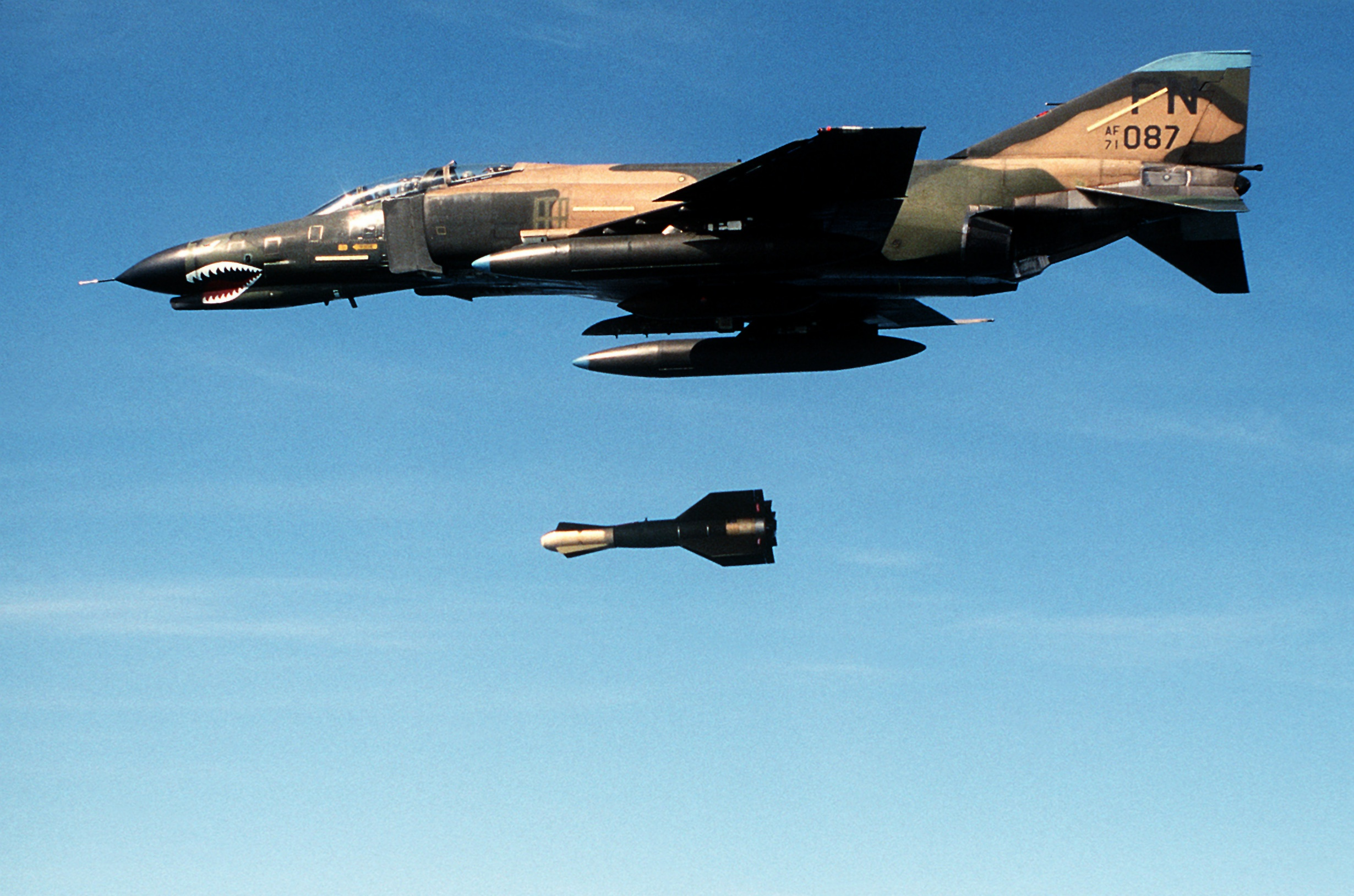
Um F-4E lançando uma GBU-15(V)1/B, em 1985.

O centro de desenvolvimento e teste da Força Aérea dos EUA, Eglin Air Force Base, Flórida, começou a desenvolver a GBU-15 em 1974. Originalmente a Força Aérea chamou as armas pela designação de AGM-112A' e AGM-112B pelas duas versões. Mas isso foi recusado já que a arma não tinha propulsão própria, mas somente planava, com a designação de GBU (para bombas) tendo sido dada a ela. A designação AGM-122 continua sem ser usada como resultado.